# Hermann Wenzel (Pädagoge)
Hermann Wenzel (* 4. September 1938 in Parchim) ist ein deutscher Erziehungswissenschaftler und Hochschullehrer.

## Leben und Wirken
Nach dem Besuch der Gymnasien in Neumünster, Kirchheim/Teck und Nagold, wo er 1959 die Reifeprüfung ablegte, ließ sich Hermann Wenzel von 1959 bis 1961 am damals so genannten Pädagogischen Institut Esslingen (später: Pädagogische Hochschule Esslingen) zum Volksschullehrer ausbilden und arbeitete zunächst bis 1964 im Schuldienst in Rietheim und Münsingen. Von 1964 bis 1968 studierte Wenzel dann Pädagogik, Philosophie und Kunstgeschichte an der Eberhard Karls Universität Tübingen und legte dort das Staatsexamen ab. Daran schloss sich bis 1970 eine Tätigkeit als wissenschaftlicher Assistent am Pädagogischen Seminar (heute: Institut für Erziehungswissenschaft) dieser Universität an und die 1968 erfolgte Promotion bei Andreas Flitner mit einer Arbeit über Fürsorgeheime. Seit 1970 lehrte Wenzel an der Pädagogischen Hochschule Reutlingen, wo er 1973 zum Professor ernannt wurde. Von 1978 bis 1987 hatte er das Amt des letzten Rektors dieser Hochschule inne; nach ihrer Schließung wechselte er 1987 an die Pädagogische Hochschule Ludwigsburg, wo er 1995 zum Dekan der dortigen Fakultät für Sonderpädagogik ernannt wurde.
Sehr verdient machte sich Hermann Wenzel über einen langen Zeitraum als Vorsitzender (1986 bis 2012) des Vereins Körperbehinderung Neckar Alb e.V. in Mössingen, dem Träger vielfältiger Einrichtungen der Behindertenförderung und schulischen Betreuung behinderter Kinder und junger Menschen. Von 2012 bis 2016 war Wenzel dann Vorsitzender des neu gegründeten Stiftungsrates der Stiftung KBF.
Wenzel beschäftigt sich außerdem mit Themen aus der Lokalgeschichte seines Wohnorts Münsingen (Württemberg), wo er sich kommunalpolitische als Stadtrat betätigte.

## Veröffentlichungen (Auswahl)
- Fürsorgeheime in pädagogischer Kritik. Eine Untersuchung in Heimen für männliche Jugendliche und Heranwachsende (= Sozialpädagogik, Bd. 3). Klett, Stuttgart 1970 (Dissertation Universität Tübingen, 2. Aufl. 1973, ISBN 3-12-928600-4).
- Vorschulische Curricula. Allgemeine Probleme. In: Wissenschaft und Praxis in Kirche und Gesellschaft, Bd. 61 (1972), S. 188–195.
- Martinskirche in Münsingen. Baugeschichte und gegenwärtiger Bestand. Evangelische Kirchengemeinde Münsingen 1979.
- Familie und Kindheit im 16. und 17. Jahrhundert. In: Rudolf Bütterlin (Hrsg.): Münsingen. Geschichte, Landschaft, Kultur. Festschrift zum Jubiläum des württembergischen Landeseinigungsvertrags von 1482. Thorbecke, Sigmaringen 1982, S. 269–294, ISBN 3-7995-4046-6.
- Kein Bild von einer "guten, alten Zeit". Martinskirche in Münsingen. In: Horst Keil (Hrsg.): Steine, Holz und Bilder reden. Entdeckungen in unseren württembergischen Kirchen. Quell-Verlag, Stuttgart 1984, S. 101–107, ISBN 3-7918-2163-6.
- Soziale Versorgung und Behindertenarbeit in der Volksrepublik China. In: Zeitschrift für Heilpädagogik, Bd. 40 (1989), S. 193–210.
- (Mitautor): Ingrid Besemer u. a.: Team(s) lernen Team Arbeit. Lernkonzepte für Gruppen- und Teamarbeit. Ein Projekt der Bildungspartnerschaft der Pädagogischen Hochschulen mit Unternehmen in Baden-Württemberg (= Neue Formen des Lernens im Betrieb, Bd. 9). Deutscher Studien-Verlag, Weinheim 1998, ISBN 3-89271-813-X.
- Gewalt gegen Kinder. Mißhandlung, Vernachlässigung und sexueller Mißbrauch von Kindern (= Schriftenreihe / Arbeitskreis Reutlinger Lehrerbildung, H. 13). Reutlingen 1993.
- Education and the identity of the handicapped. In: Gottfried Bräuer (Hrsg.): Nationality - identity - education (= Schriftenreihe Schriften zur Kulturwissenschaft, Bd. 38). Kovač, Hamburg 1999, S. 351–364, ISBN 3-8300-0073-1.
- "Darf man überhaupt zugestehen, dass ein Lebensaugenblick als bloßes Mittel für einen anderen diesem anderen könne geopfert werden"? J. Korczaks Grundrechte des Kindes im Spiegel der Pädagogik Schleiermachers. In: Hartmut Sautter (Hrsg.): Beiträge zu einer Pädagogik der Achtung. [Prof. Dr. Ferdinand Klein zum 70. Geburtstag]. Winter, Heidelberg 2004, S. 15–24, ISBN 978-3-8253-8319-0.
- (mit Siegfried Fischer): Evangelische Martinskirche Münsingen. Kirchenführer. Evangelische Kirchengemeinde Münsingen 2004.
- Hauptschüler mit Migrationshintergrund im sozialen Abseits? Das Ganztagesschulprojekt Schillerschule Münsingen. In: Gotthilf Gerhard Hiller (Hrsg.): Akzeptiert als fremd und anders. Pädagogische Beiträge zu einer Kultur des Respekts. Festschrift für Bernd Götz. Vaas, Langenau-Ulm 2005, S. 118–129, ISBN 3-88360-143-8.
- (Hrsg.): Die Pädagogische Hochschule Reutlingen 1962 - 1987. Mit einer Würdigung ihres Gründungsdirektors Otto Dürr. Oertel + Spörer, Reutlingen 2014, ISBN 978-3-88627-392-8.

Festschrift
- Gotthilf Gerhard Hiller (Hrsg.): Inanspruchnahme. Wenn Kinder und Jugendliche die Initiative ergreifen. Erzählungen aus Praxisfeldern der Pädagogik. Festschrift für Hermann Wenzel. Vaas, Langenau-Ulm 2003, ISBN 3-88360-137-3 (Bibliographie Hermann Wenzel: S. 122–124)